# Nijole Sadunaite
Nijole Sadunaite (Kaunas, 22 de julio de 1938-31 de marzo de 2024) fue una religiosa, escritora y monja lituana.

## Biografía
Fue parte de la Congregación de las Doncellas de la Inmaculada Virgen María.
En 1975 se enfrentó a tres años de prisión, por ser católica en el período soviético. Pasó un tiempo encarcelada en Mordavia y luego en Boguchany.
Desde 1988 fue miembro del grupo lituano de Helsinki. Publicó libros por los derechos de los creyentes lituanos.
En 2017, fue la primera mujer en la historia en recibir el Premio de la Libertad de su país.
Falleció el 31 de marzo de 2024 a los 85 años.

## Premios
- 1992: Medalla Conmemorativa.[3]
- 1998: Orden Gran Cruz
- 2017: Premio de la Libertad de Lituania